# 新カトリック百科事典
新カトリック百科事典（しんカトリックひゃっかじてん、the New Catholic Encyclopedia）は、ローマ・カトリックの歴史と信仰について書かれた複数巻からなる百科事典である。アメリカ・カトリック大学 (Catholic University of America) が編集に当たり、1967年にニューヨークの McGraw-Hill より出版された。1974年、1979年、1989年、1996年に補遺が出ている。2002年には Thomson Gale から初版に補遺を組み込み、更に改訂を加えた第2版が出ている。